# Sida rubifolia
Sida rubifolia är en malvaväxtart som beskrevs av A. St.-hil.. Sida rubifolia ingår i släktet sammetsmalvor, och familjen malvaväxter. Inga underarter finns listade i Catalogue of Life.